# Despertador humano
Despertador humano es el oficio de despertar a otras personas golpeando en su ventana o puerta a la hora acordada. En Inglaterra este trabajo se conoció como el knocker-up o knocker-upper.

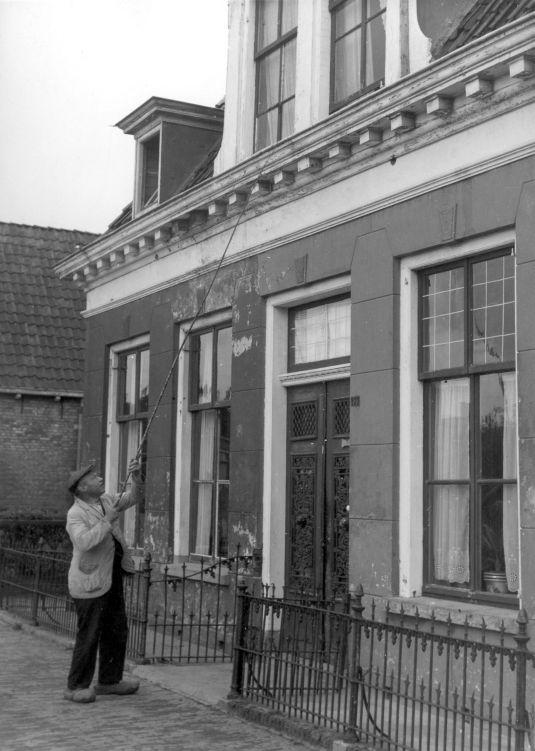
Despertador

## Contexto histórico
En la época de la Revolución Industrial se modificaron cambios estructurales que afectaron a nuestra vida, parte de la población dejó el campo y sus tareas para trasladarse a las ciudades, el levantarse ya no dependía de la salida del sol sino del ritmo industrial.  
El horario lo marcaba la fábrica o el taller, llegar puntual al trabajo en las fábricas era fundamental para conservar el puesto y poder alimentar a la familia, despertarse era una cuestión de productividad y de supervivencia, la dificultad radicaba en la falta de despertadores mecánicos o en la no accesibilidad a ellos por ser muy caros. El reloj-despertador (a pesar de haber sido inventado en el siglo XVIII no se popularizó hasta el siglo XIX) no estaba al alcance de cualquiera y la única manera de asegurarse el despertase a tiempo fue que otra persona les despertara, naciendo así un nuevo oficio.

## Oficio
La persona-despertador disponía de una lista de direcciones y horas en la que tenía que acudir a despertar, recorría las calles antes del amanecer con una vara larga con la que golpeaba en la ventana de los dormitorios de las personas que les habían contratado, otras herramientas usadas eran también las cerbatanas con las que lanzaban guisantes secos o piedrecitas contra las ventanas, mazos para tocar en las puertas etc. antes de retirarse se aseguraban de que la persona quedara despierta.
Eran necesarios y útiles en ciudades donde la industria, la minería o los puertos, por ejemplo Londres, el trabajo se realizaba por turnos y con horarios estrictos.  
Este oficio se extendió por las calles de las ciudades industriales de Inglaterra, como Londres, Mánchester o  Liverpool y otras.   

Cuando los relojes de alarma y la electricidad se generalizaron y sus precios empezaron a ser asequibles el oficio desapareció. 

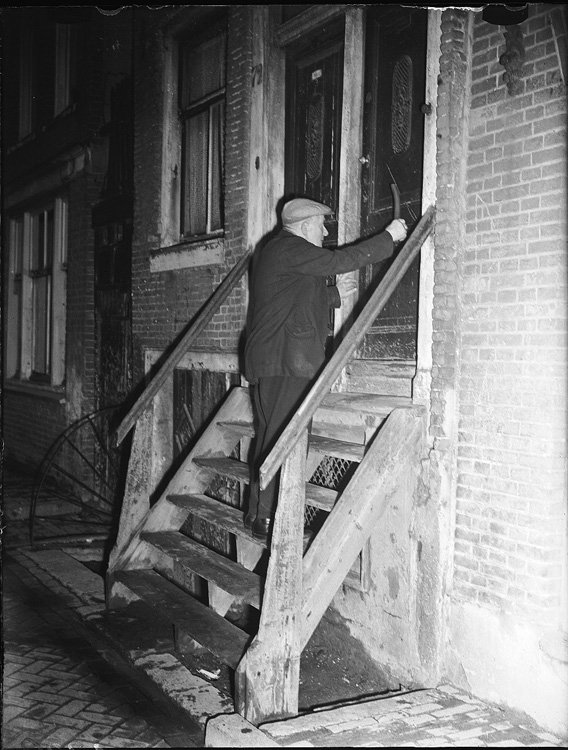
Despertador humano (Knocker-up)

## Quién lo ejercía
El oficio de despertador lo realizaban hombres mayores, mujeres y las personas que hacían la ronda para apagar las lámparas de gas de las calles (con la  misma vara que apagaban el gas de las farolas despertaban a sus clientes) o algunos policías que patrullaban las calles y querían conseguir algún dinero extra.
El fotógrafo John Topham fotografió en pleno trabajo a la despertadora Mary Smith y “recordó que la señora se despertaba cada día, incluso los domingos, a las tres de la mañana para golpear las ventanas de los trabajadores usando un tirador de guisantes”.
Las personas despertadoras cobraban y establecían las tarifas en función de cuánto tuviera que andar para llegar a la casa del cliente y también de la hora acordada, así antes de las cuatro de la mañana era la franja más cara y a partir de las seis el precio era el más bajo. Estas personas podían ser contratadas por las empresas o por los propios trabajadores.